# Mugil incilis
Mugil incilis är en fiskart som beskrevs av Hancock, 1830. Mugil incilis ingår i släktet Mugil och familjen multfiskar. IUCN kategoriserar arten globalt som livskraftig. Inga underarter finns listade i Catalogue of Life.